# 나타강요기
《나타강요기》(哪吒降妖记)는 2020년 방송되었던 중국의 드라마이다.

## 소개
- 장군의 아들과 동해공주가 손을 잡고 요괴를 제거하고 악의 힘을 타파하는 신화를 다룬 이야기

## 등장인물
- 장이이 - 나타 역
- 우자이 (吳佳怡) - 소용녀 역
- 위외 (魏巍) - 풍화륜 역
- 성의주 (朱聖禕) - 수장령 역
- 모봉빈 (牟凤彬) - 탁탑천왕 역
- 사명택 (师铭泽) - 화첨창 역
- 가오쯔치 - 양전 역
- 원경단 (苑琼丹) - 무천도사 역